# Autoroute A313
Die Autoroute A 313, auch als Antenne de Pont-à-Mousson bezeichnet, ist eine französische Autobahn, die für die Stadt Pont-à-Mousson als Zubringer zur A 31 dient. Sie hat dabei eine Länge von 3,0 km und wurde im Dezember 1972 eröffnet. 